# Quirsfeld Gottfried
Quirsfeld Gottfried Cristian (Harta, 1765. augusztus 4. – Cservenka, 1835. október 27.) evangélikus lelkész. Édesapja és fia, Ferdinánd is lelkészek voltak. Felesége Katharina Gets.

## Munkája
- Dem frohen Namensfeste des Herrn Jonathan Wietoris Rector und Professor am evang. Gymnasium zu Oedenburg. Oedenburg, 1788